# Face to the Floor
«Face to the Floor» (с англ. — «Лицом к полу») — песня американской рок-группы Chevelle, выпущенный 10 октября 2011 года в виде сингла с альбома Hats Off to the Bull лейблом Epic Records.

## О песне
По словам участников группы, это «взбешённая, гневная песня о людях, которые попали в ловушку финансовой пирамиды, которой Берни Мейдофф пользовался все эти годы».

## Отзывы критиков
Billboard оценил «Face to the Floor» в 80 баллов из 100, заявив, что «„Floor“ обеспечивает почти четыре минуты катарсиса, которого поклонники альт-метала привыкли ожидать от Chevelle». Лиз Рамананд из Loudwire дала песне 4 звезды из 5, похвалив её за неизменно «тяжёлые, запоминающиеся гитарные риффы».
Рецензент PopMatters Пит Криглер сказал: «На Hats Off to the Bull, шестом альбоме Chevelle, они возвращаются к своим корням с удивительно тяжёлым первым синглом „Face to the Floor“, который уже стал одним из их самых больших хитов. Построенная на потрясающем риффе, эта песня звучит так же, как Chevelle в 2002 году, и в наши дни это вполне приемлемо для прослушивания».

## Список композиций
Все тексты написаны Питом Лоффлером, вся музыка написана группой Chevelle.
| №                   | Название            | Длительность |
| ------------------- | ------------------- | ------------ |
| 1.                  | «Face to the Floor» | 3:42         |
| Общая длительность: | Общая длительность: | 3:42         |

## Участники записи
Chevelle
- Пит Лоффлер — вокал, гитара
- Дин Бернардини — бас-гитара
- Сэм Лоффлер — барабаны

Производственный персонал
- Джо Баррези — продюсер, звукоинженер, сведение
- группа Chevelle — сопродюсеры
- Джун Муракава — ассистент звукоинженера
- Тед Дженсен — мастеринг
- Дэйв Коллинз — мастеринг

## Чарты

### Чарты недели
| Чарт (2011—2012 гг.)                         | Позиция в чартах |
| -------------------------------------------- | ---------------- |
| Канада (Billboard Rock)                      | 11               |
| США (Billboard Bubbling Under Hot 100)       | 10               |
| США (Billboard Hot Rock & Alternative Songs) | 3                |

### Чарты на конец года
| Чарт (2012 г.)                              | Позиция в чартах |
| ------------------------------------------- | ---------------- |
| US Hot Rock & Alternative Songs (Billboard) | 11               |

## Сертификации
| Регион                                                                      | Сертификация | Продажи |
| --------------------------------------------------------------------------- | ------------ | ------- |
| США (RIAA)                                                                  | Золотой      | 500 000 |
| Данные о продажах + прослушиваниях приведены только на основе сертификации. |              |         |